# Lucy Cotton
Pour les articles homonymes, voir Cotton.
Lucy Cotton (née à Houston au Texas, le 29 août 1895, et morte à Miami Beach en Floride le 12 décembre 1948,), est une actrice américaine du cinéma muet, qui a joué dans douze films, entre 1910 et 1921.

## Biographie
Lucy Cotton arrive à New York à l'adolescence et trouve son premier rôle à Broadway, dans le chœur de la comédie musicale The Quaker Girl. En 1915, Cotton est sur scène dans Polygamy au Park Theatre de New York. Elle a ensuite joué sur scène dans une pièce de Wilson Collison et Otto Hauerbach en 1919, Up in Mabel's Room,.
En tant qu'actrice populaire, sa vie privée a été suivie de près par la presse. En 1924, elle épouse Edward Russell Thomas, éditeur du New York Morning Telegraph. Il mourut deux ans plus tard, en juillet 1926, laissant une fortune considérable de 27 millions de dollars, et une petite fille, Lucetta. Après cela, Cotton a connu une série de mariages qui n'ont pas duré : Lytton Grey Ament (de 1927 à 1930), l'avocat Charles Hann Jr. (de 1931 à leur divorce en 1932), William M. Magraw, président de Manhattan Underground Installations Company (de 1932 à 1941) et le Prince Vladimir Eristavi-Tchitcherine, le 15 juin 1941, dans une église orthodoxe russe à New York),,.
Après la mort de Cotton, sa fille Lucetta Cotton Thomas (qui changea son nom en Mary Frances Thomas) décida de faire incinérer sa mère à Miami, et ses cendres furent transférées à New York où les funérailles eurent lieu.

## Filmographie
- 1910 : The Fugitive de D.W. Griffith : la fiancée de John
- 1915 : Divorced de Edward Warren : rôle indéterminé
- 1915 : Life Without Soul de Joseph W. Smiley : Elizabeth Lavenza
- 1918 : The Prodigal Wife de Frank Reicher : Marna Farnham
- 1919 : The Miracle of Love de Robert Z. Leonard : La Duchesse de Harwich
- 1919 : The Broken Melody (en) de William P.S. Earle : Hedda Dana
- 1920 : The Misleading Lady de George Irving et George Terwilliger : Helen Steele
- 1920 : Blind Love de Oliver D. Bailey : Josephine Burden
- 1920 : Sa faute (The Sin That Was His) de Hobart Henley : Valerie Lafleur
- 1921 : The Devil de James Young : Marie Matin
- 1921 : The Man Who de Maxwell Karger : Helen Jessop
- 1921 : Whispering Shadows d'Emile Chautard : rôle indéterminé